# 11 Oktomwri Prilep
11 Oktomwri Prilep (maced. ФК 11 Октомври) – północnomacedoński klub piłkarski z miasta Prilep.

## Historia
Klub został założony w 1951 roku jako FK 11 Oktomwri Prilep. Uczestniczył w rozgrywkach lokalnych mistrzostw Jugosławii. Klub nazwany jest na cześć dnia antyfaszystowskiego powstania w Prilepe, data ta (11 października) jest świętem narodowym w Macedonii i obchodzona jako „Dzień Powstania”. Po proklamacji niepodległości Macedonii klub startował w mistrzostwach Macedonii. Do 2011 występował w niższych ligach. W sezonie 2010/11 zajął 1. miejsce w II lidze i awansował do I ligi.

## Sukcesy
- Prwa Fudbalska Liga:
  -  ?. miejsce (1): 2012
- Wtora Fudbalska Liga:
  - mistrz (1): 2011
- Puchar Macedonii:
  - 1/8 finału (2): 2003, 2010

## Stadion
Stadion Goce Dełczewa może pomieścić 15,000 widzów.